# 日本の漢字書家一覧
日本の漢字書家一覧（にほんのかんじしょかいちらん）は、日本の漢字書道界の発展に貢献した書家を、明治時代から現代まで、その書に関連する人脈により階層的に表現した一覧である。現存する書家と生没年不詳の書家は掲載しない。

## 日本の漢字書道界の主な人脈
- 巻菱湖（1777年 - 1843年）
  - 中沢雪城（1810年 - 1866年）
    - 金井金洞（1833年 - 1907年）
    - 巖谷一六（1834年 - 1905年）
      - 辻香塢（1863年 - 1947年）

    - 西川春洞（1847年 - 1915年）
      - 諸井春畦（1866年 - 1919年）
      - 諸井華畦（1876年 - 1930年）
      - 安本春湖（1872年 - 1930年）
      - 花房雲山（1870年 - 1936年）
        - 赤羽雲庭（1912年 - 1975年）

      - 武田霞洞（1865年 - 1935年）
        - 林祖洞（1899年 - 1949年）
          - 浅見筧洞（1915年 - 2006年）
          - 林錦洞（1922年 - 2009年）

        - 中村素堂（1901年 - 1982年）

      - 中村春坡（1865年 - 1929年）
      - 豊道春海（1878年 - 1970年）
        - 江川碧潭（1895年 - 1973年）
        - 大池晴嵐（1899年 - 1977年）
          - 青山杉雨（1912年 - 1993年）
          - 高木桑風（1926年 - 2001年）

        - 殿村藍田（1913年 - 2000年）

      - 西川寧（1902年 - 1989年）
        - 青山杉雨（1912年 - 1993年）
          - 関根薫園（1916年 - 2009年）
          - 成瀬映山（1920年 - 2007年）
          - 高木桑風（1926年 - 2001年）

        - 小林斗盦（1916年 - 2007年）
        - 浅見筧洞（1915年 - 2006年）

  - 巻鴎洲（1814年 - 1869年）
    - 巻菱潭（1846年 - 1886年）
      - 秋山白巌（1864年 - 1954年）

  - 萩原秋巌（1822年 - 1877年）
    - 村田海石（1835年 - 1912年）
      - 玉木愛石（1853年 - 1928年）
      - 西脇呉石（1879年 - 1970年）
      - 三宅盤鴻（1862年 - 1898年）
- 貫名菘翁（1778年 - 1863年）

  - 松田雪柯（1823年 - 1881年）
    - 久志本梅荘（1855年 - 1927年）
    - 松田南溟（1860年 - 1929年）
      - 野本白雲（1897年 - 1957年）
- 市河米庵（1779年 - 1858年）
  - 小島成斎（1796年 - 1862年）

    - 高橋泥舟（1835年 - 1903年）
    - 野村素軒（1842年 - 1927年）

  - 山内香雪（1799年 - 1860年）
    - 中林梧竹（1827年 - 1913年）

  - 浅野蒋潭（1816年 - 1880年）
  - 恒川宕谷（1819年 - 1907年）
    - 恒川鶯谷（1846年 - 1928年）
      - 恒川樵谷（1897年 - 1947年）

    - 渡辺沙鷗（1863年 - 1916年）
    - 大島君川（1863年 - 1943年）
      - 長谷川流石（1888年 - 1958年）

    - 岡山高蔭（1866年 - 1945年）

  - 中林梧竹（1827年 - 1913年）
  - 川村東江（1842年 - 1934年）
    - 川村驥山（1882年 - 1969年）
- 日下陶渓（1785年 - 1866年）
  - 三輪田米山（1821年 - 1908年）
- 柳田正斎（1797年 - 1888年）
  - 柳田泰麓（1862年 - 1932年）
    - 井垣北城（1912年 - 1984年）
    - 柳田泰雲（1902年 - 1990年）
      - 井垣北城（1912年 - 1984年）
- 長谷梅外（1810年 - 1885年）
  - 長三洲（1833年 - 1895年）
    - 日高梅渓（1852年 - 1920年）
    - 山口半峯（1869年 - 1939年）
- 張裕釗（1823年 - 1894年）
  - 宮島詠士（1867年 - 1943年）
    - 藤本竹香（1893年 - 1974年）
    - 上條信山（1907年 - 1997年）
- 成瀬大域（1827年 - 1902年）
- 吉田晩稼（1830年 - 1907年）
- 日下部鳴鶴（1838年 - 1922年）
  - 香川松石（1844年 - 1911年）
  - 黒崎研堂（1852年 - 1928年）
    - 吉田苞竹（1890年 - 1940年）
      - 原田観峰（1911年 - 1995年）
      - 近藤秋篁（1889年 - 1973年）
        - 大野篁軒（1926年 - 2006年）

      - 松井如流（1900年 - 1988年）
        - 鈴木桐華（1923年 - 2007年）

  - 渡辺沙鷗（1863年 - 1916年）
    - 大橋不染（1873年 - 1922年）

  - 若林快雪（1863年 - 1922年）
  - 近藤雪竹（1863年 - 1928年）
    - 田中真洲（1892年 - 1992年）
    - 藤本竹香（1893年 - 1974年）
    - 川谷尚亭（1886年 - 1933年）
      - 伊藤東海（1893年 - 1983年）
        - 西村桂洲（1905年 - 1996年）

      - 炭山南木（1895年 - 1979年）
        - 津村枕石（1912年 - 1997年）
        - 近藤摂南（1922年 - 2009年）

      - 田中塊堂（1896年 - 1976年）
      - 手島右卿（1901年 - 1987年）

    - 松本芳翠（1893年 - 1971年）
      - 中台青陵（1910年 - 1987年）
      - 津金寉仙（1900年 - 1960年）
      - 原田観峰（1911年 - 1995年）
        - 近藤摂南（1922年 - 2009年）

      - 中平南谿（1903年 - 2001年）
        - 皆川雅舟（1923年 - 2011年）

      - 谷村憙斎（1922年 - 2008年）
      - 曽根翠苑（1924年 - 2000年）

    - 辻本史邑（1895年 - 1957年）

      - 森田翠香（1901年 - 1977年）
      - 谷辺橘南（1905年 - 1980年）
      - 廣津雲仙（1910年 - 1989年）
        - 廣津岱雲（1943年 - 2011年）
        - 林田芳園（1926年 - 1997年）

      - 岡本松堂（1910年 - 2003年）
      - 原田観峰（1911年 - 1995年）
      - 村上三島（1912年 - 2005年）
        - 栗原蘆水（1931年 - 2010年）

      - 今井凌雪（1922年 - 2011年）
      - 辻本翔鶴（1924年 - 2011年）
      - 榊莫山（1926年 - 2010年）

    - 益田石華（1884年 - 1935年）
    - 佐分移山（1889年 - 1942年）
    - 沖六鵬（1895年 - 1982年）

  - 井原雲涯（1868年 - 1928年）
  - 丹羽海鶴（1863年 - 1931年）
    - 田代秋鶴（1883年 - 1946年）
      - 二宮景雲（1894年 - 1973年）
      - 伊東参州（1910年 - 1994年）

    - 鈴木翠軒（1889年 - 1976年）
      - 金田心象（1908年 - 1990年）
      - 松下芝堂（1926年 - 2009年）

    - 鈴木香雨（1890年 - 1979年）
    - 藤原鶴来（1893年 - 1990年）
    - 水島望鶴（1898年 - 1969年）
    - 田中海庵（1898年 - 1975年）
    - 井上桂園（1903年 - 1997年）

  - 比田井天来（1872年 - 1939年）
    - 大澤雅休（1890年 - 1953年）
      - 浜田一堂（1927年 - 2009年）
      - 中島邑水（1907年 - 1986年）

    - 沖六鵬（1895年 - 1982年）
    - 石橋犀水（1896年 - 1993年）
    - 上田桑鳩（1899年 - 1968年）
      - 宇野雪村（1912年 - 1995年）
      - 井上有一（1916年 - 1985年）
      - 佐野丹丘（1926年 - 2009年）

    - 手島右卿（1901年 - 1987年）
      - 河瀬断魚（1929年 - 2010年）
      - 徳野大空（1914年 - 1974年）
      - 小林抱牛（1925年 - 2010年）
      - 小島碧雲（1926年 - 2011年）

    - 桑原江南（1906年 - 1988年）
    - 桑原翠邦（1906年 - 1995年）
    - 金子鷗亭（1906年 - 2001年）
      - 加藤大碩（1926年 - 2009年）
      - 森和風（1939年 - ）
      - 金子卓義（1943年 - 2006年）

    - 比田井南谷（1912年 - 1999年）
    - 武士桑風（1913年 - 2008年）

  - 木俣曲水（1877年 - 1936年）
    - 浅見喜舟（1898年 - 1984年）

  - 西脇呉石（1879年 - 1970年）
  - 吉田苞竹（1890年 - 1940年）
- 北方心泉（1850年 - 1905年）
- 前田黙鳳（1853年 - 1918年）
- 長尾雨山（1864年 - 1942年）
- 内藤湖南（1866年 - 1934年）
- 中村不折（1866年 - 1943年）
- 仁賀保香城（1877年 - 1945年）
  - 平尾孤往（1903年 - 1979年）
    - 浅香鉄心（1926年 - 1997年）

  - 村田龍岱（1908年 - 1977年）
    - 入山東石（1903年 - 1989年）
    - 木村卜堂（1905年 - 1975年）
      - 木村東道（1935年 - 2007年）
        - 菊川章陽（1917年 - 2011年）
        - 田中東雨（1931年 - 2017年）

    - 鬼頭墨浦（1915年 - 2009年）
      - 伊藤峻嶺（1930年 - 1988年）

    - 田中碧濤（1927年 - 1980年）

  - 津田翠岱（1911年 - 2000年）
- 中野越南（1883年 - 1980年）
- 黒木拝石（1886年 - 1950年）
  - 三室金羊（1895年 - 1973年）
    - 仙場右羊（1923年 - 2017年）

  - 小坂奇石（1901年 - 1991年）
    - 加登亙川（1931年 - 2009年）

  - 木村知石（1907年 - 1983年）
    - 劉蒼居（1941年 - 2006年）
- 安藤搨石（1916年 - 1974年）
  - 丸山暁鶴（1934年 - 2014年）
- 梅舒適（1916年 - 2008年）
- 続木湖山（1911年 - 2006年）